# فريدريك شومان
فريدريك شومان (بالألمانية: Friedrich Schumann) هو مجرم وقاتل متسلسل ألماني، ولد في 1 فبراير 1893 في Spandau (locality) ‏ في ألمانيا، وتوفي في 27 أغسطس 1921 في سجن بلوتزينسي في ألمانيا بسبب قطع الرأس.